# Csehország autópályái

Az autópályák jelölése (D1-es autópálya)

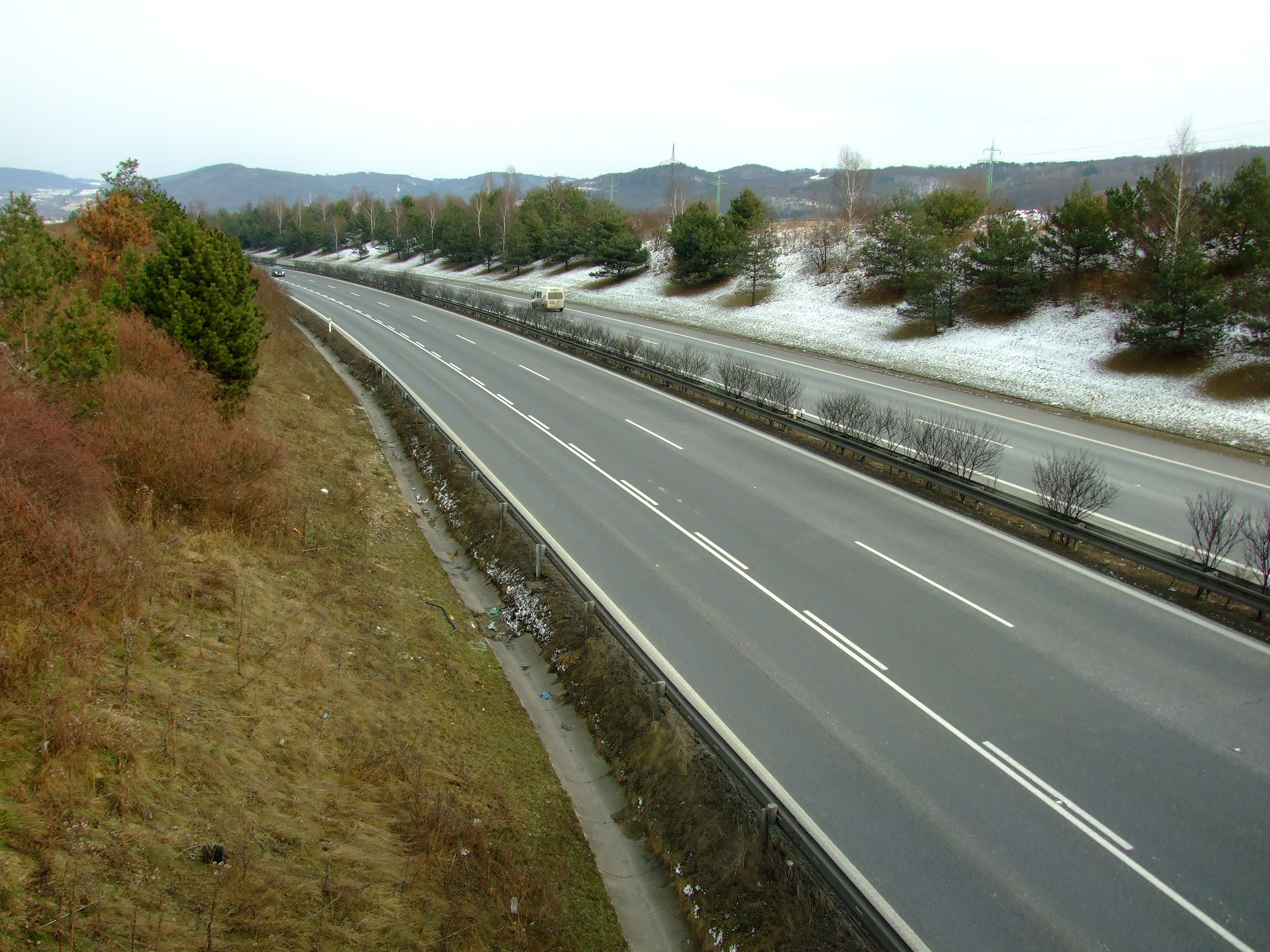
D5

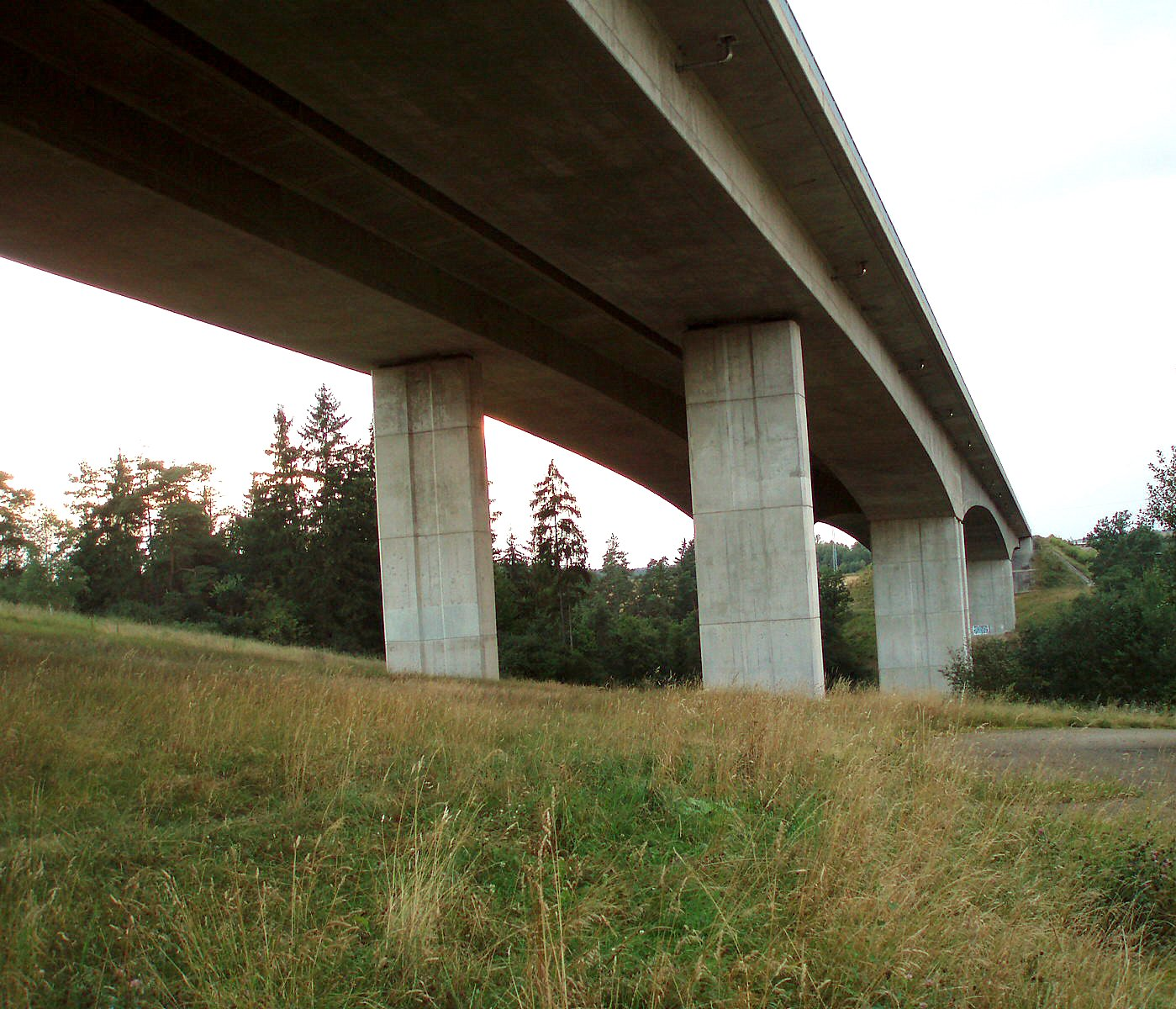
D5 hídja

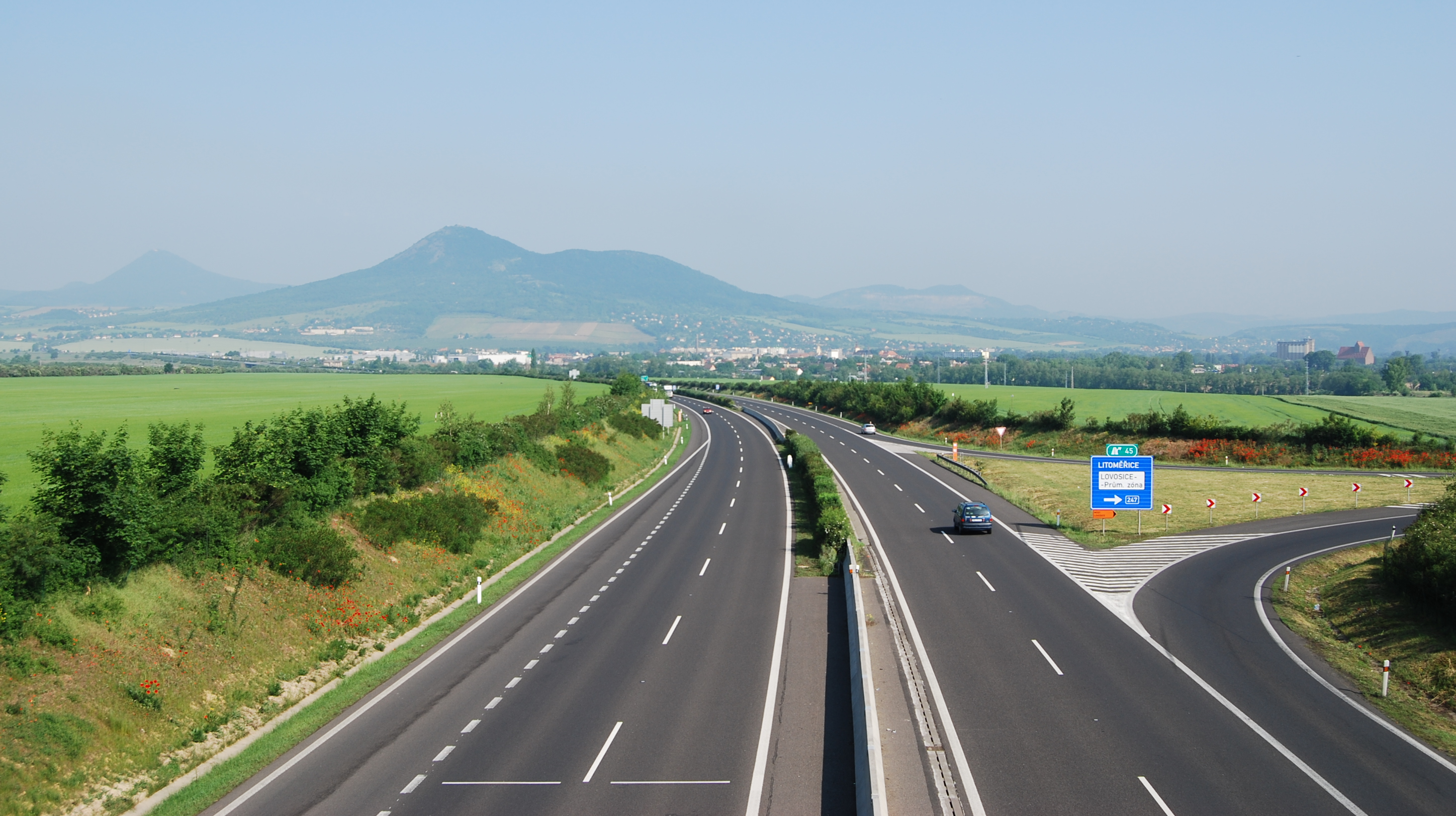
D8

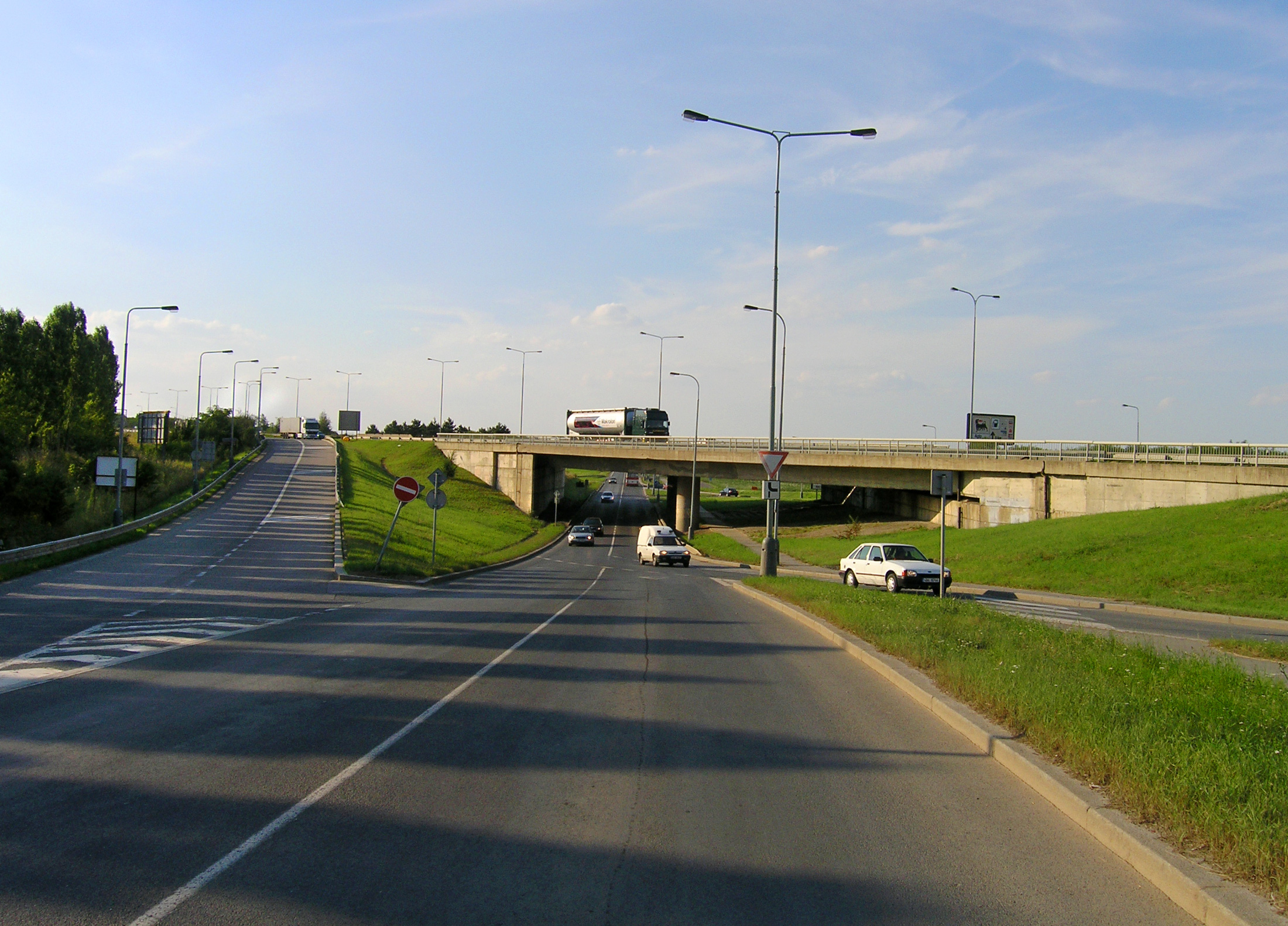
D8 hídja

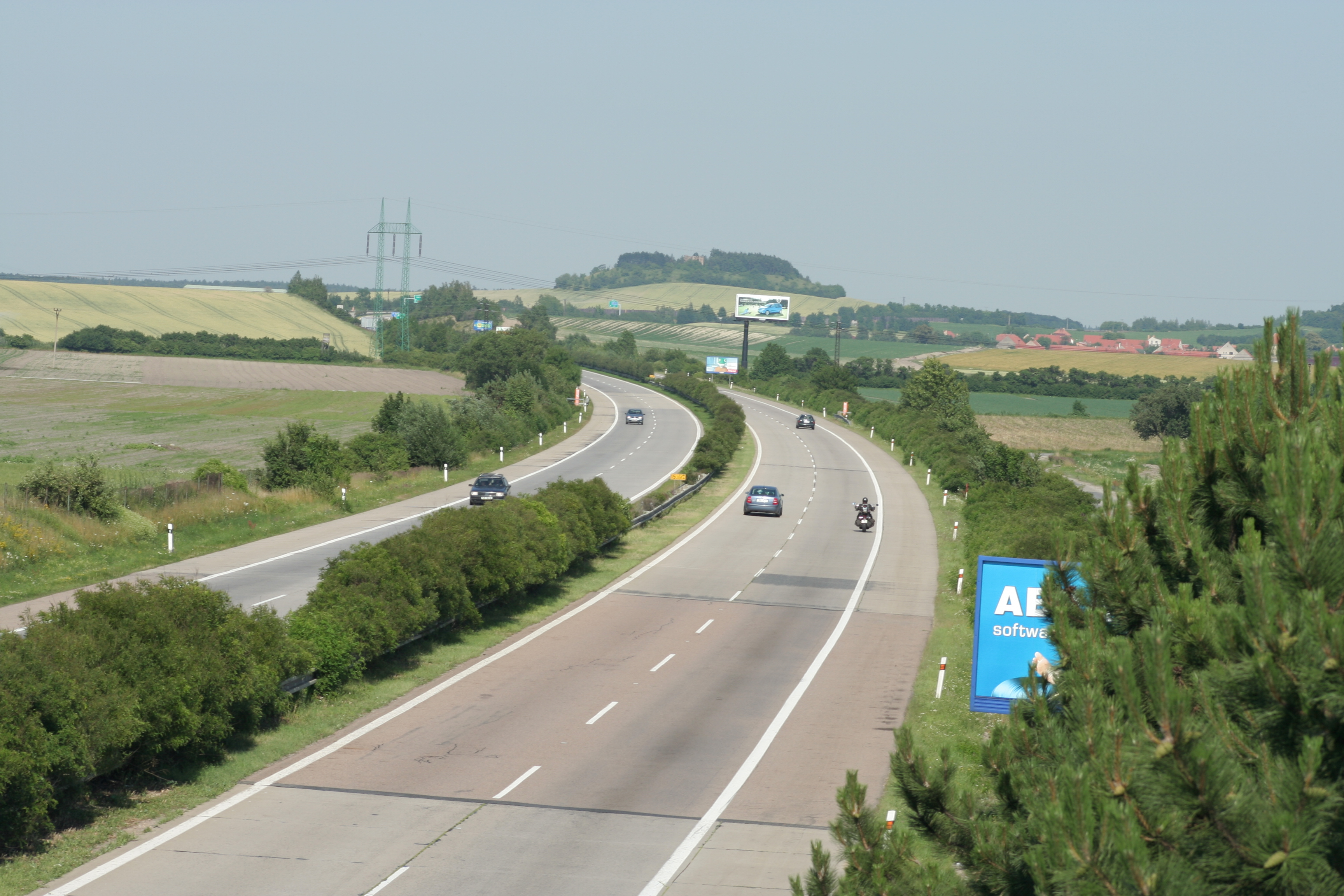
D11

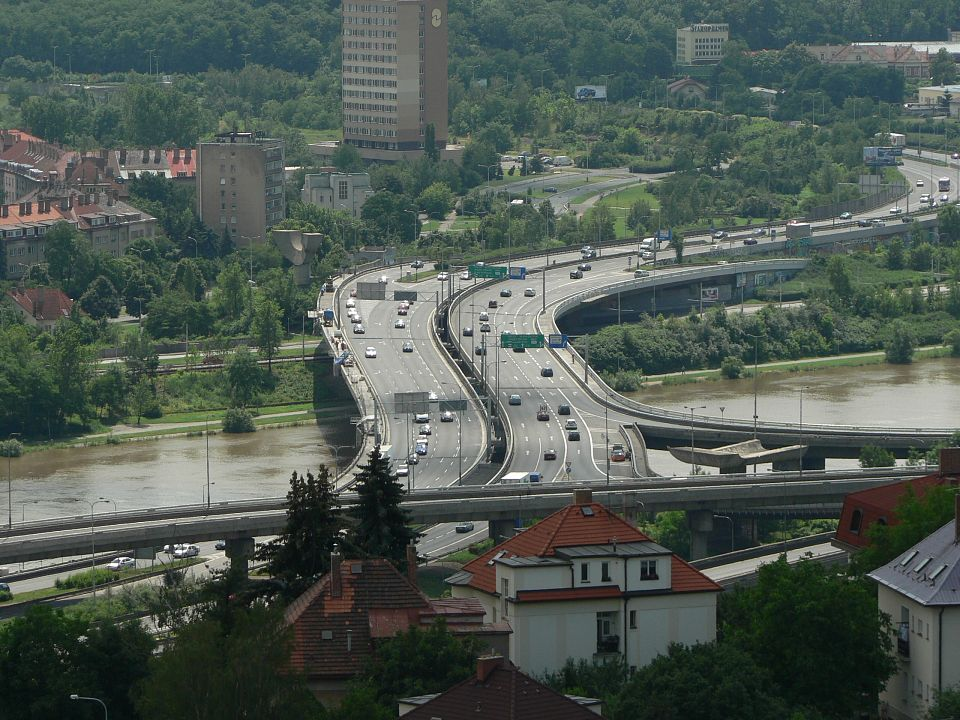
A MO Barrande hídja

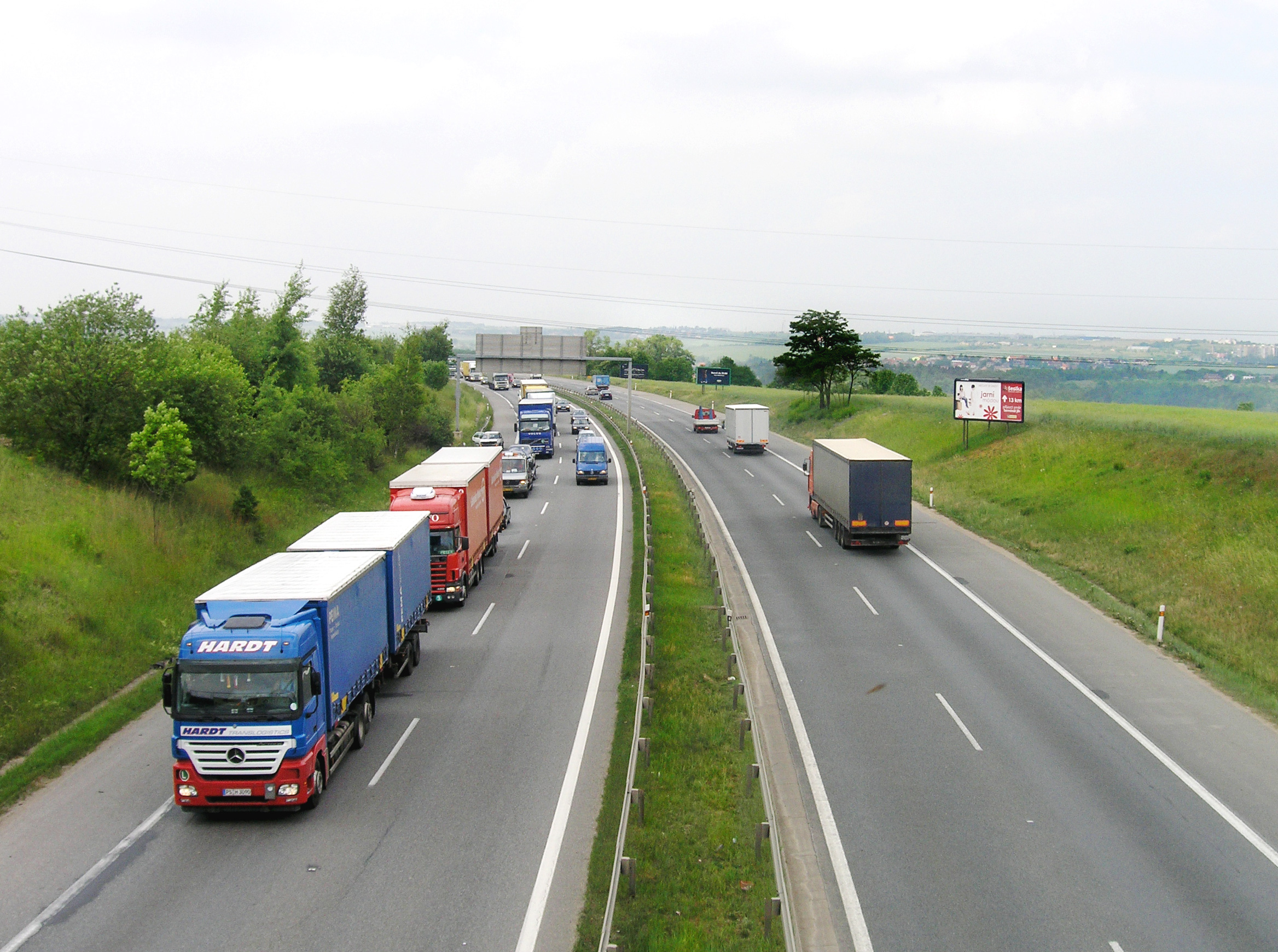
D0

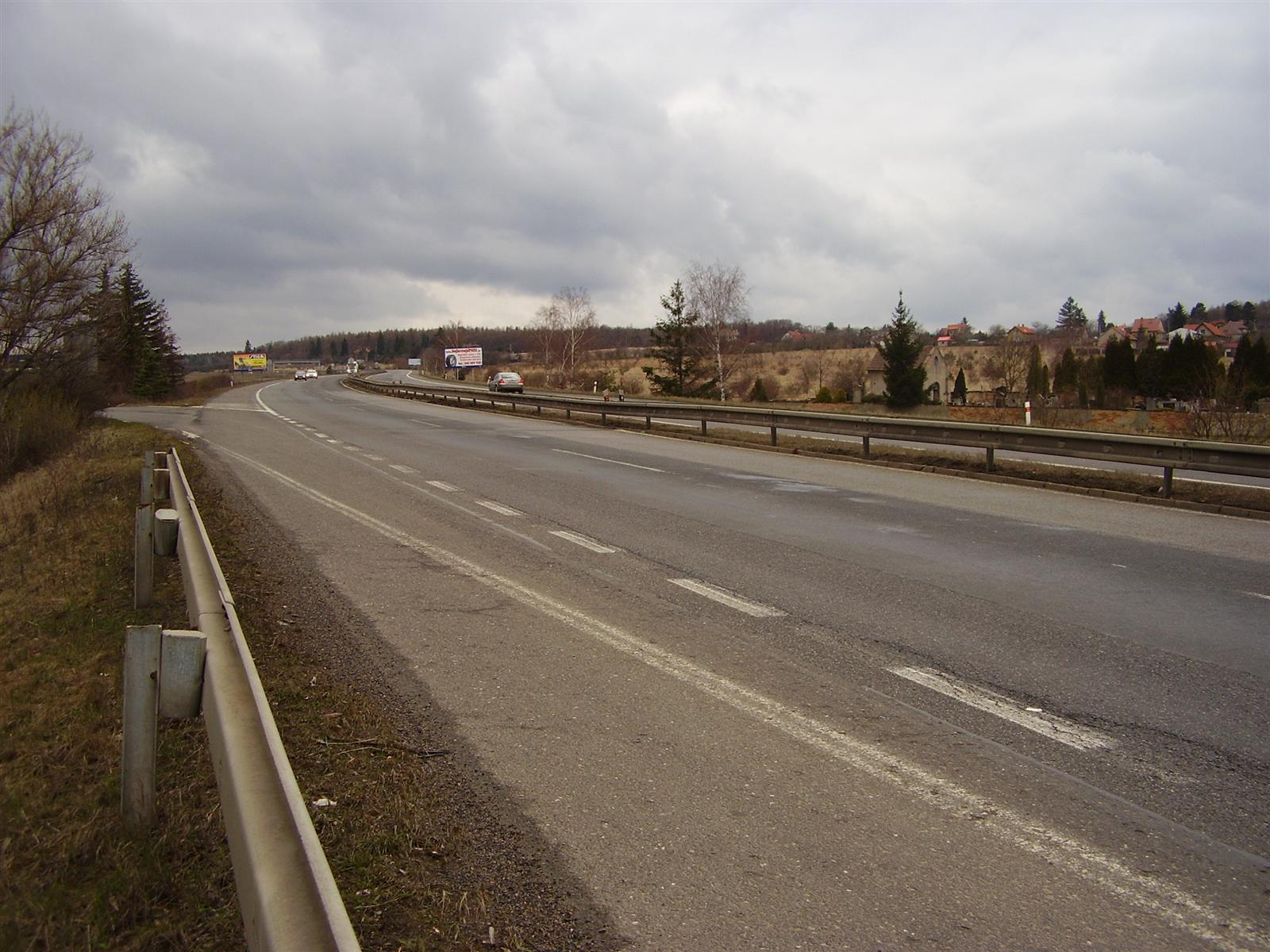
R4

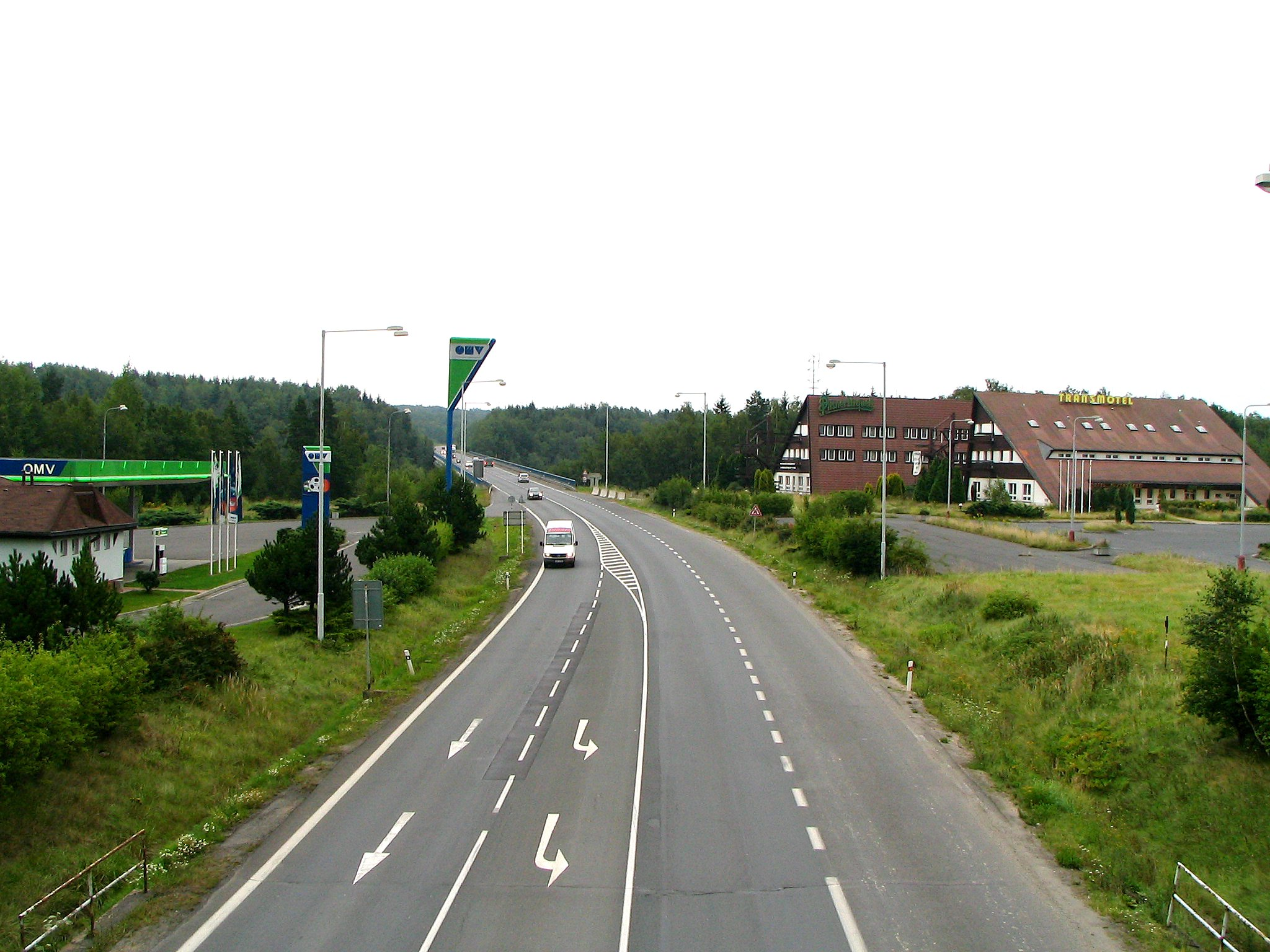
R6

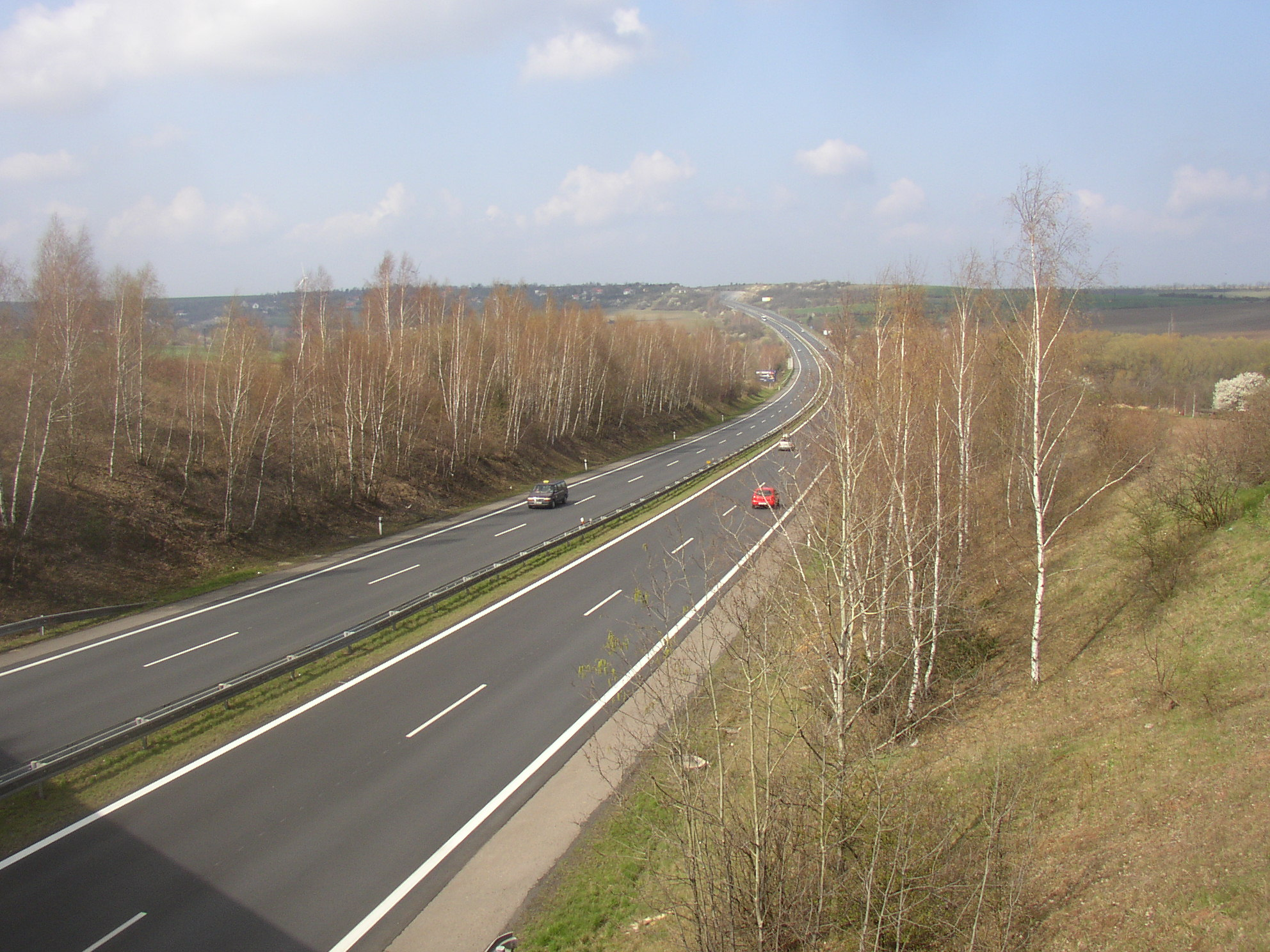
R7

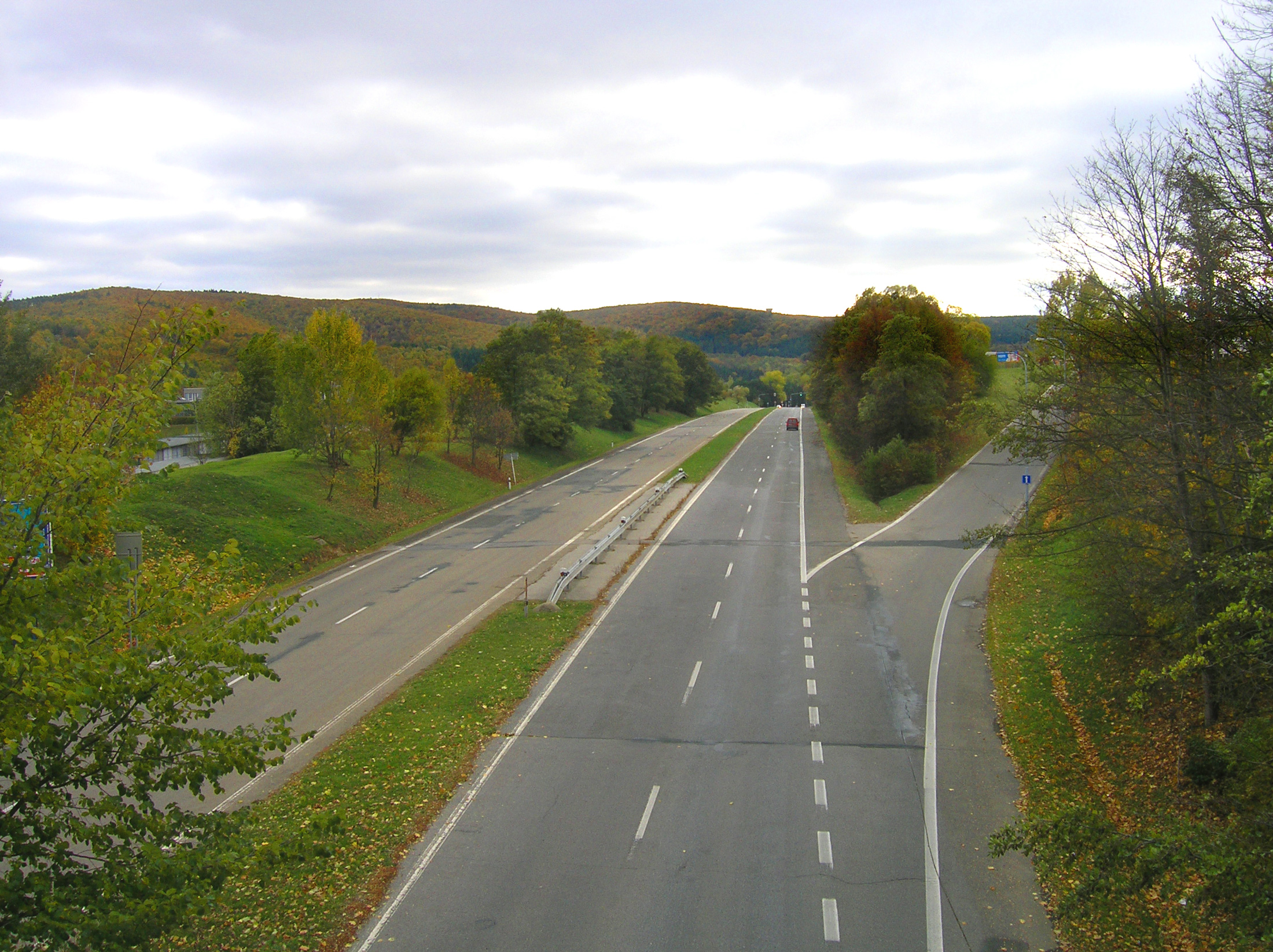
Befejezetlen autópálya

Csehország jelenleg 9 autópályával rendelkezik, a D0-s, D1-es, D2-es, D3-as, D5-ös, D8-as, D11-es, D47-es (D1-es) és D52-es autópályákkal, valamint több főúttal, melyek az R betűs jelzést kapták. 878 km autópálya és gyorsforgalmi út üzemel, melyből 500 km az autópálya. A közutak minősége jó, városokban és a főutakon nem jellemzőek a kátyúk. A cseh autópályák is matricás rendszerben működnek: matricát lehet váltani benzinkutaknál, határátkelőknél és postákon is. A határátkelőknél általában mindenféle fizetőeszközt elfogadnak. A közlekedési szabályok és a sebességhatárok többnyire megegyeznek az itthoniakkal.

## Története
A két világháború közötti időszakban a köztes-európai térség kétségkívül legfejlettebb országának az Osztrák–Magyar Monarchia ipari hátterének jó részét megöröklő Csehszlovákia számított. Ez a motorizáció fokában is érezhető volt.
A csehszlovákiai autógyártás elmaradt a nyugat-európai országokétól, de még így is megelőzte például az osztrák, a belga és a svéd autóipart. Ami az úthálózatot illeti, annak sűrűsége ugyancsak kisebb volt, mint a nyugati országokban – míg például Nagy-Britanniában és Franciaországban a harmincas években 100 km²-re kb. 118 km út jutott, Csehszlovákiában csak 50 km. Igaz, Németország 74 km-éhez képest ez nem is olyan rossz eredmény. Kiváltképp hogyha figyelembe vesszük, hogy az országos átlagot a jócskán elmaradott Szlovákia és a még fejletlenebb Kárpátalja rontotta le.

### Az első autópálya-koncepciók
A motorizáció fejlődésével párhuzamban már az 1930-as évek közepén megjelentek az első autópályatervek. Az évtized második felében kidolgozott koncepciókat meghatározta az ország akkori, nyugat-keleti irányban hosszan elnyúló alakja. Az új országút – illetve utak – feladata épp az lett volna, hogy valamiképp összekössék Csehszlovákia két végét.
Az egyik terv szerint az út majdnem az ország közepén haladt volna a nyugat-csehországi Plzeňből (Pilsen) Zlín és Besztercebánya érintésével Kassáig, és vagy 700 km hosszú lett volna. Hasonló volt a zlíni nagyiparos, Jan Antonín Baťa 1937-es terve, aki ugyancsak Csehszlovákia közepén – mintegy az ország gerinceként – építtette volna meg az autópályát. Ez Chebből indult volna ki, Prágától délre és Brnótól (Brünn) északra haladt volna kelet felé, Zlín, Zsolna és Eperjes érintésével Kárpátaljára, egészen a román határig, összekötve a nyugat-európai úthálózatot a Fekete-tenger felé vezető utakkal.
Egy másik elképzelés szerint párhuzamos út lett volna. Ezek kezdőpontja szintén Cheb városában lett volna, ahonnan kiindulva az egyik északi, a másik déli irányban szelte volna át az országot, hogy végül Kassán újra találkozzanak, majd egy további út vezetett volna a kárpátaljai Husztig. A két ág együttes hossza 2000 km lett volna. Érdekes, hogy az egyik elképzelés sem érintette volna a fővárost, csupán a „kétágú” terv északi szakasza közelítette volna meg Prágát.

### Az építkezések megkezdése
Az 1938-as müncheni (majd bécsi) döntést követően a terveken változtatni kellett – nemcsak a területi veszteségekhez, hanem az ország megváltozott helyzetéhez is alkalmazkodni kellett. Előtérbe került a központi területeken át vezető („gerinc-”) autópálya (tulajdonképpen a mai, központi D1-es), amely az elképzelés szerint – körgyűrűvel – már Prágát és Brnót is érintette volna. A jóváhagyott tervek alapján 1939 elején kezdődtek meg hivatalosan az előkészítő munkálatok – az erdőirtás, a mérések stb. Ekkoriban fogadták el hivatalosan az autópálya cseh megnevezését, a dálnice szót is.
A Harmadik Birodalom befolyása azonban még az útépítés terén is egyre jobban érvényesült. Még 1938-ban megállapodás született egy német exterritoriális – azaz területen kívüli – autópálya megépítéséről, amely a sziléziai Breslau (ma Wrocław, Lengyelország) és Bécs rövidebb összekötését szolgálta volna, egyenesen átvágva az akkor még független Cseh-Szlovákián, Brnón keresztül. A Németországhoz csatolt Szudétavidéken pedig elkezdődött az itteni nagyvárosokat (Cheb, Karlovy Vary, Liberec) összekötő „Szudéta-autópálya” építése. A birodalmi érdekek Csehország német megszállásával (1939. március 15.) még inkább előtérbe kerültek, a Cseh-Morva Protektorátus úthálózatának terveit teljes egészében a birodalmi elképzelésekbe tagolták be.
A változások a pályák paramétereit is érintették – például valamivel szélesebbre tervezték őket, és a sebességet is megnövelték 120 km/h-ról 160 km/h-ra. A „német” pályák mellett kidolgozták a protektorátusi autópályák viszonylag sűrű hálózatát is, amelyek a tervek szerint a prágai körgyűrűben találkoztak volna.
A nagyvonalú elképzelések azonban végül nem valósultak meg, a világháború előrehaladtával az erőforrásokat átcsoportosították, és a munkálatok csak lassan haladtak előre, több helyen pedig csupán állagmegóvásra korlátozódtak. 1945-re így az újjáalakult Csehszlovákia három befejezetlen autópályát örökölt 188 km-es teljes hosszúságban. Míg a „Prága–Brno–szlovák határ” pályán hamarosan folytatódtak a munkák, a két „német” autópálya időszerűtlenné vált. A paramétereket ismét a háború előttiekre csökkentették – állítólag azért, mert arra számítottak, hogy a harmincas évek motorizációs fejlődése nem fog megismétlődni.
A munkálatokat az 1948-as államosítások még nem érintették, ám 1950 végén az autópályák építését leállították. Az építési területeket elhagyták és átengedték az enyészetnek, az egyes félkész szakaszokat pedig kezdte benőni a növényzet.

### Az autópályák újjászületése
Az ötvenes évek végétől megnőtt forgalomnak köszönhetően azonban ismét előkerültek a háború végén érvényben lévő régi tervek. Ezekből viszont már nemcsak a „német” pályák hiányoztak, hanem a fővárost tehermentesíteni hivatott körgyűrű is. Az elképzelések szerint az egyes pályák a fővárost a vidéki nagyobb városokkal és az országhatárral kötik majd össze, azaz a D8-as Ústí nad Labem és az NDK felé, a D5-ös Plzeň és az NSZK, a D11-es Hradec Králové és Lengyelország irányában. A D1-es kapcsolja össze Prágát Brnóval, majd Trencsénnel (majd fut tovább kelet felé), a D2-es pedig egészen Pozsonyig ér. Brno mellett egy jókora kereszteződést terveztek a D1-es, a D2-es és az Ostravába és Lengyelországba vezető D47-es találkozásával. A tervek között szerepelt még egy északi autópálya is, a D35-ös és az azt a középső (D1-es) autópályával összekötő pálya, a D43-as megépítése is. Az autópálya-hálózat teljes hossza így elérte volna az 1711 km-t.
Noha a kormány már 1963-ban határozatot hozott az autópályák fejlesztéséről, a munkálatok csak a hatvanas évek végén kezdődtek újra, és meglehetősen lassan haladtak. A D1-es (Prága–Brno) autópálya első huszonegy kilométeres szakaszát 1971-ben adták át, a két nagyvárost pedig csak 1980-ban, azaz az eredeti elképzelésekhez képest negyvenéves késéssel kötötte össze autópálya. Egyes terveket időközben el is vetettek (a D43-ast), beiktattak viszont egy déli, Prágából České Budějovicébe és Ausztriába vezető pályát. A kommunista rendszer bukásáig, 1989-ig azonban csak a D2-est (Brno–Pozsony) fejezték be, a többiből csak kisebb-nagyobb szakaszok készültek el, Szlovákiában például az Eperjes-Kassa szakasz.
A rendszerváltás után változások történtek az úthálózatra vonatkozó tervekben is – például elsőbbséget kaptak a Nyugat-Európába vezető autópályák. Ám a Prága körüli körgyűrű helyett továbbra is csak egy gyorsforgalmi út megépítésével számoltak. Csehszlovákia 1993-as kettéválása után a prágai kormányok megszabadultak a szlovákiai építkezések terhétől, és már csak a cseh autópályák megépítésére kellett koncentrálniuk. Az új, nagyvonalúan megtervezett csehországi autópálya-hálózat megvalósítását azonban hátráltatta a cseh gazdaság megtorpanása a kilencvenes évek közepén. A jobboldali kormányokat felváltó szociáldemokraták az autópályákon is igyekeztek spórolni, többek közt a munkálatok határidejének kitolásával, valamint egyes pályák végének „levágásával” – a délre vezető D3-as így a tervek szerint nem érte el az osztrák határt, hanem České Budějovicénél ért véget, csakúgy, mint a Lengyelország felé vezető D11-es. 1989 után hangsúlyosabban érvényesültek a környezetvédelmi szempontok is, valamint érvénybe léptek az Európai Unió szigorú szabályai is.
Csehország uniós csatlakozását követően a cseh utakon és az autópályákon ugrásszerűen, vagy 25%-kal megnőtt az átmenő forgalom, amivel az építkezések nem tudtak lépést tartani. Ennek ellenére a Prága–Hradec Králové pálya jelenleg az egyik leggyorsabban épülő autópálya Európában.

### Csehország jelenlegi autópálya-hálózata
Az ország közepén haladó D1-es jelenleg a legforgalmasabb cseh autópálya. Prága előtti szakaszát ezért négyről hatsávosra bővítették, és további hasonló átépítéseket terveznek Brno térségében is. Tehermentesítést jelentene a D11-es autópálya és a D35-ös, Északkelet-Csehországon és Észak-Morvaországon át vezető) autópálya is. Teljes hossza 376 km lesz (a D47-essel együtt), ebből 2006 elejéig 247 km lett átadva. A Prága–Brno szakasz a IV. sz. páneurópai folyosó (Berlin/Nürnberg–Prága–Pozsony–Budapest–Konstanca/Szaloniki/Isztambul) részét képezi.
A D2-es a D1-essel együtt biztosította az összeköttetést Csehszlovákia három nagyvárosa – Prága, Brno és Pozsony – között. 1969–1980 között építették meg, hossza 61 km (+ a 80 km-es szlovákiai szakasz).
A D3-ast már 1939-ben tervbe vették, ám az 1963-as koncepcióból kimaradt, és csak a nyolcvanas években merült fel ismét a tervekben. Építése a kilencvenes években kezdődött, 2004-ben adták át első, alig több mint 8 km-es szakaszát Tábor környékén. A D3-as építése várhatóan 2010 után gyorsul fel, teljes hossza 171 km lesz. A D3-as a Skandináviából Görögországba vezető E55-ös vonalán halad.
A D5-ös is szerepelt az 1939-es elképzelésekben, de a munkálatok megkezdése egészen 1976-ig váratott magára. 1995-ben kötötte össze Prágát Plzeň-nyel, két évvel később pedig elérte a német határt. A 151 km-es pályát 2006-ban fejezték be teljesen. A D5-ös ugyancsak a IV. sz. páneurópai folyosó részét, valamint a nemzetközi E50-es (Párizs–Nürnberg–Prága–Kassa–Kijev) részét alkotja.
A szintén a IV. sz. páneurópai folyosóhoz tartozó D8-as is része volt az 1939-es, majd az 1963-as koncepciónak, de csak a nyolcvanas években kezdték el építeni, és 1990-ben adták át első, néhány kilométeres szakaszát. 2006 decemberére a tervek szerint a pálya legnagyobb része elkészült: a német határig húzódó részt az év végén kell átadni, ami után már csak a Cseh-középhegységen át vezető szakasz fog hiányozni. A középhegység tájvédelmi körzetét átszelő 16 km hosszú rész építése környezetvédelmi okokból késett – legalább két-három évet 2016 őszén átadták a hiányzó szakaszt is. A pálya  teljes hossza 92 km lett.
A D11-es még a Prága–Hradec Králové közötti összeköttetést szolgálta volna, illetve az 1938-ban elkezdett Bécs–Breslau exterritoriális autópályát kötötte volna össze Prágával. Az építkezés azonban csak a hetvenes évek végén kezdődött. 2010-es évek végére néhány kilométerre közelítette meg Hradec Královét, majd pedig a lengyel határ irányába vezet tovább. Hossza 154 km lesz, ebből 2006 decemberére 84 km lett kész.

### Környezetvédők és a beruházók egymás ellen
Az észak-csehországi védett területeken átvágó D8-as kapcsán már említés történt a környezetvédők ellenállásáról. A különféle zöld mozgalmak – a környezet védelmében – Csehországban is megnehezítik a beruházók életét, és kiélezik az autópályák körüli érdekellentéteket. A környezetvédők főleg az építési engedélyek kiadását megelőző különféle közigazgatási eljárások során támadják meg – sokszor formai kifogásokkal – a beruházók terveit. Előfordul az is, hogy kis telkeket vásárolnak a szerintük megvédendő útvonalakon, amelyeket azután nem hajlandók eladni, komplikálva így az építkezést. A zöldeket ezért gyakran érik olyan kritikák, hogy „akadékoskodásukkal” és akcióikkal csupán megdrágítják és meghosszabbítják a munkálatokat. Ők viszont úgy érvelnek, hogy így legalább valamit ki tudnak csikarni az építtetőkből. Ám a beruházóknak is megvannak a maguk eszközeik – pl. az ún. „szalámitaktika”. Ennek során a megépítendő autópályát több kisebb „szeletre” bontják, megépítik a problémamentes – így jóvá is hagyott – részeket, majd „kénytelenek” befejezni a vitatott szakaszokat is. Közben arra hivatkoznak, hogy az út jó része már elkészült, és túl sokba kerülne megváltoztatni a nyomvonalat.

### Tervek és költségek
Csehországban is – akárcsak másutt – központi helyet foglal el az autópálya-építés költségeinek kérdése. Ezek azonban – az ország természeti adottságaiból kifolyólag – rendkívül változékonyak. Sík területen egy kilométernyi autópálya kb. 100-200 millió koronába (kb. 0,9 és 1,8 milliárd Ft között) kerül, míg hegyvidéken ez a szám felmehet a 750-800 millióra (kb. 7 milliárd Ft) is. Átlagosan tehát kilométerenként 400-500 millió koronára (kb. 4 milliárd Ft) rúgnak a költségek. Egy, az autóutak és autópályák igazgatóságának vezetőjével tavaly készített interjú szerint a hidak és az alagutak különösen megdrágítják a munkálatokat, egy nagyobb híd esetében egy kilométer megépítése 750 millióba (kb. 6,75 milliárd Ft), egy alagúté pedig 1 milliárd koronába (kb. 9 milliárd Ft) kerül. A tulajdonképpeni útépítéshez egyéb olyan munkálatok is kapcsolódnak, amelyeket muszáj elvégezni – különféle bontások, átalakítások, felüljárók kiépítése stb. A gyorsforgalmi utak (R) költségei ezzel szemben több tízmillió koronával kisebbek.
Az idén átadandó 72 km sztrádáért így összesen 36 milliárd koronát fizet ki a cseh állam. A legköltségesebbnek az Ústí nad Labem és a német határ közötti szakasz bizonyult – a 23,5 km-es szakasz vagy 19 milliárd koronába került. Az építők ellenben azt ígérik, hogy az Érchegységen (Krušné hory) át vezető szakasz Csehország legszebb útjai közé fog tartozni. A mély völgyekre nyíló kilátás mellett a pálya érdekessége lesz még az itt épülő a Panenská-alagút is, amely két kilométerével a leghosszabb csehországi autópálya-alagút lesz. Kereken négymilliárd koronáért (kb. 36 milliárd Ft). Az érchegységi kiadásokat azonban némileg ellensúlyozzák a D11-es autópálya alacsonyabb költségei. Az Elba sík völgyén át haladó pálya kilométere csak valamivel több mint 300 millió koronába került. A költségek egy részét közvetlenül a vezetők fizetik – az autópálya-matricák megvásárlásával. Csehországban 1995 óta kell fizetni az autópályák használatáért, ami matricás rendszerben történik.
Jelenleg a tervekben összesen 1000 km-es autópálya-hálózat szerepel, ebből 2005-ben közel 560 km volt kész. A Cseh Autópálya- és Országút-igazgatóság internetes anyagai szerint jó tempóban haladnak a cseh autópályákon folyó munkálatok, és 2006-ban rekordmennyiségű autópályát – 72 kilométert – készülnek átadni, amivel körülbelül 630 km-re nő az elkészült autópályák hossza. Mindeddig az 1977-es év (D1, 54 km) és 1997 (D5, 63 km) vezetett. Jelenleg egyszerre hat pályán dolgoznak, és több mint 100 km van építés alatt.
A következő években is folytatódnak az építkezések, de főképp Morvaországban és Sziléziában. A költségek egy részét a privatizáció révén befolyt bevételekből és egyes adófajtákból (pl. a benzin és a nafta árából) fedezi az állam. Ugyanakkor számolnak az európai uniós támogatásokkal, valamint a tervezett „útdíjból” befolyó pénzzel is. A teherautók és kamionok vezetői 2007-től lesznek kénytelenek fizetni az útadót, amely idővel akár 20 milliárd koronával gazdagíthatja a cseh költségvetést.

## Közlekedési szabályok
Csehország közlekedési szabályai nagyon hasonlóak a többi európai állam szabályaihoz. 2006. július 1. óta új, pontosabb szabályozás lépett hatályba, amelytől nagyobb közúti biztonságot remélnek a cseh közutakon. Csehország területén az EU vezetői engedélyei és a nemzetközi engedélyek egyaránt érvényesek.
Főbb szabályok: jobbra tartva kell közlekedni, kötelező a biztonsági öv használata, egész évben, egész nap használni kell a tompított fényszórót, gyermekeket (150 cm vagy 36 kg alatt) minden rendű úton kizárólag autós gyermekülésben szabad szállítani valamint 18 év alatti kerékpárosok számára kötelező a bukósisak viselete.

### Sebességkorlátozás
Csehországban három sebességi övezet van (lakott terület, lakott területen kívül és autópálya). Az egyes övezetekben (egyéb korlátozás hiányában) érvényes maximális megengedett sebességek:
- lakott terület: 50 km/h
- lakott területen kívül: 90 km/h
- autópálya: 130 km/h

### Bírságok
A megengedett sebesség csekély mértékű túllépése esetén (lakott területen 20 km/h-ig, azon kívül 30 km/h-ig) többnyire 500 – 2000 cseh korona (20-70 euró) között mozog a kiszabott bírság mértéke.

### Rendőrségi ellenőrzés
Rendőrségi ellenőrzés esetén a vezető köteles a rendőrnek bemutatni az útlevelét vagy más személyi azonosító igazolványát (EU-állampolgárok esetében), vezetői engedélyét és a jármű iratait (műszaki engedélyt, kötelező biztosítást és zöld kártyát).

### Alkohol és függőséget okozó szerek
Csehországban a zéró tolerancia elvét követik alkohol és más függőséget okozó szerek vezetés előtti fogyasztása esetén. Ha ezek közül bármelyik anyag kimutatható a vezető vérében, akár 3 éves szabadságvesztést és 25 000–50 000 cseh korona (900–1800 euró) bírságot kockáztat. Azonos mértékű a pénzbüntetés a szondázás vagy vérvétel elutasítása esetén.

### Mobiltelefon használata vezetés közben
Csehországban nem engedélyezett vezetés közben mobiltelefont kézben vagy vállal tartani. A szabály megszegése pénzbüntetést von maga után (50-90 euró). Autóban csak ún. „hands-free” kiegészítővel lehet telefonálni.

### Gyalogosok
Csehországban a gyalogosoknak abszolút elsőbbségük van a gyalogosátkelőkön, a vezetők kötelesek megállni és átengedni őket.

### Gépjárművezetői korhatárok Csehországban
- Motorkerékpár vezetése 50 cm³-ig - 15 év
- Vezető melletti utasülés autóban - 15 év és 150 cm-es magasság
- Autóvezetés - 18 év[6]

## Üzemeltetők
- Road and Motorway Directorate of the Czech Republic (weblap)
- Ministry of Transport (weblap)
- MYTO CZ (Toll) premid (weblap (magyar))

## Díjfizetés
Csehországban - Magyarországhoz hasonlóan - matricás rendszerrel kell az úthasználati díjat kifizetni. A megvásárolt matrica lehet heti, havi és évi. Áraik eltérőek, a járműkategóriától függően.
A megvásárolt autópálya-matrica 2 kuponból áll. A felragasztható matricát a magyarországi szabályoktól eltérően az autó szélvédőjének jobb alsó sarkába be kell ragasztani, és mindkét szelvény megfelelő rubrikájába az autó rendszámát tollal be kell írni. A másik kupont mindenféleképpen tartsuk meg, mert igazoltatásnál kérhetik. Lejárta után a matricát el kell távolítani a szélvédőről.

### A kuponok típusai
- Éves (R jelölésű): Minden év január 1-jétől a következő év január 31-éig.
- 1 hónapos (M jelölésű): A megjelölt naptól kezdve a következő hónap ugyanazon napjáig.
- 7 napos (D jelölésű): A megjelölt naptól kezdve a hetedik nap végéig.

## Autópályák listája

### D0
A D0-s autópálya Prága külső körgyűrűje. Nem készült még el minden szakasza.

### D1
- Prága–Jihlava–Brno–Přerov–Ostrava– Lengyelország ; 376 km / 264,8 km

A D1-es autópálya Csehország legfőbb autópályája és az ország közlekedési tengelye. Jelenleg a két legnagyobb cseh várost, Prágát és Brünnt (Brno) köti össze. További szakaszokat is építettek (jelenleg Mořicétől Kroměřížig építik), ám nem érik még el az autópálya tervezett végpontját, ahol az R35-ös autóút olomouci kivezető szakaszával találkozik. Innentől D47-es autópályáról beszélünk, noha ugyanarról az útról van szó. Ez fogja elérni Ostravát.

### D2
- Brno- Szlovákia ; 61 km / 61 km

A D2-es autópálya (csehül: Dálnice 2) Csehország egyik legfontosabb közlekedési útvonala. Brnót köti össze a cseh-szlovák határral (pontosabban Břeclavval) majd ugyanezen a néven folytatódik Pozsonyig. Az első 11 kilométernyi szakaszt 1974-ben nyitották meg, míg a legutolsót 1980-ban. Az autópálya teljes hossza 141 km hosszú volt, ám mikor Csehszlovákia kettévált, 61 km-nyi szakasz maradt cseh kézben.

### D3
- Prága–Tábor–České Budějovice- Ausztria; 146 km / 35 km

A D3-as autópálya és az R3-as autóút Prágát, pontosabban a leendő prágai körgyűrűt, az D0-s autópályát fogja összekötni Táborral és České Budějovicével végül a cseh-osztrák határon ér véget, csatlakozva a Unterweitersdorf-Freistadt között épülő, részben már átadott és a határ előtt tervezés alatt álló S10-es autóúttal (Mühlviertler Schnellstraße), így közvetlenül kötné össze Prágát Linzcel.

### D5
- Prága-Plzeň- Németország ; 151 km / 151 km

A D5-ös autópálya (Via Carolina), Prágát köti össze Plzeň-nel és Rozvadovnál (a cseh-német határnál) kapcsolódik, az A6-os német autópályához. A D5-ös Nyugat-Csehország legjelentősebb és egyben legforgalmasabb útja is és ez a legfontosabb közlekedési kapocs a nyugati államokkal. Teljes, 151 km-es hosszában elkészült. Az autópálya része az E50-es európai autóútnak.

### D8
- Prága-Ústí nad Labem- Németország ; 92 km / 71 km

A D8-as egy autópálya Csehországban. Ha kész lesz, az A17-es német autópályát fogja összekötni Prágával és Ústí nad Labemmel. Az autópálya első részét 1990-ben adták át. Az Ústí nad Labem és a német határ közötti szakaszt 2006 decembere óta használhatja a forgalom. Itt van Csehország leghosszabb közúti alagútja, a Panenska alagút, melynek hossza 2 058 m. A České Středohoří természetvédelmi területen átvezető rész építés alatt van.

### D11
- Prágai körgyűrű; 113 km / 84 km

A D11-es autópálya hasonlóan más országokhoz, a fővárost elkerülő, köré épített autópálya.

### D47
- Brno-Ostrava; 80,2 km / 17,2 km

A D47-es autópálya az D35-ös autópálya olomouci kivezető szakaszától (Lipník nad Bečvoutól) a lengyel határig tart, illetve tartana, mert jelenleg a D1-es autópálya része

### D52
- Brno- Ausztria; 46 km / 17 km

A D52-es autópálya az 52-es főút brnoi kivezető szakaszától (Popovicétől) az osztrák határig tart, illetve tartana, mert jelenleg még nincs teljes hosszában készen

### Autóutak
| Név | Jelzés | Érintett városok                                                                               | Hosszúság / elkészült |
| --- | ------ | ---------------------------------------------------------------------------------------------- | --------------------- |
| MO  |        | Prágai belső körgyűrű                                                                          | 35 km / 15 km         |
| R4  |        | Prága (Jílovište) – Skalka                                                                     | 90 km / 41 km         |
| R6  |        | Prága – Karlovy Vary – Cheb – Németország                                                      | 167 km / 57 km        |
| D7  |        | Prága – Slaný – Chomutov                                                                       | 82 km / 17 km         |
| R10 |        | Prága – Mladá Boleslav – Turnov                                                                | 70 km / 70 km         |
| R35 |        | Liberec – Turnov – Hradec Králové – Moravská Třebová – Mohelnice – Olomouc – Lipník nad Bečvou | 256 km / 98 km        |
| R43 |        | Brno – Moravská Třebová                                                                        | 70 km / 70 km         |
| R46 |        | Vyškov – Olomouc                                                                               | 36 km / 36 km         |
| R48 |        | Bělotín – Frýdek-Místek – Český Těšín – Lengyelország                                          | 75 km / 55 km         |
| R49 |        | Hulín – Zlín – Szlovákia                                                                       | 60 km / 60 km         |
| R55 |        | Olomouc – Přerov – Hulín – Břeclav                                                             | 100 km / 5 km         |
| R56 |        | Ostrava – Frýdek-Místek                                                                        | 15 km / 12 km         |
| R63 |        | Bystřany – Řehlovice                                                                           | 7 km / 7 km           |

### Egyéb autóutak
- 23
- 53-as főút
- 67-es főút
- 13-as főút